# ناحية الشدادي
ناحية الشدادي إحدى نواحي سوريا تتبع إداريّاً لمحافظة الحسكة منطقة الشدادي ومركزها بلدة الشدادي، بلغ تعداد سكان الناحية 58,916 نسمة حسب التعداد السكاني لعام 2004.

## بلدات وقرى ناحية الشدادي

### أ
- الشدادي
- البجدلي
- الحمر
- الرشيدية الغربية
- العلوة
- الغريري

### ت
- تل الجاير

### ج
- جرمز غربي

### ط
- طرنبة الرفيع